# Waldershare
Waldershare – wieś znajdująca się w parafii cywilnej Tilmanstone, w dystrykcie Dover, w hrabstwie Kent w Anglii.

## Historia

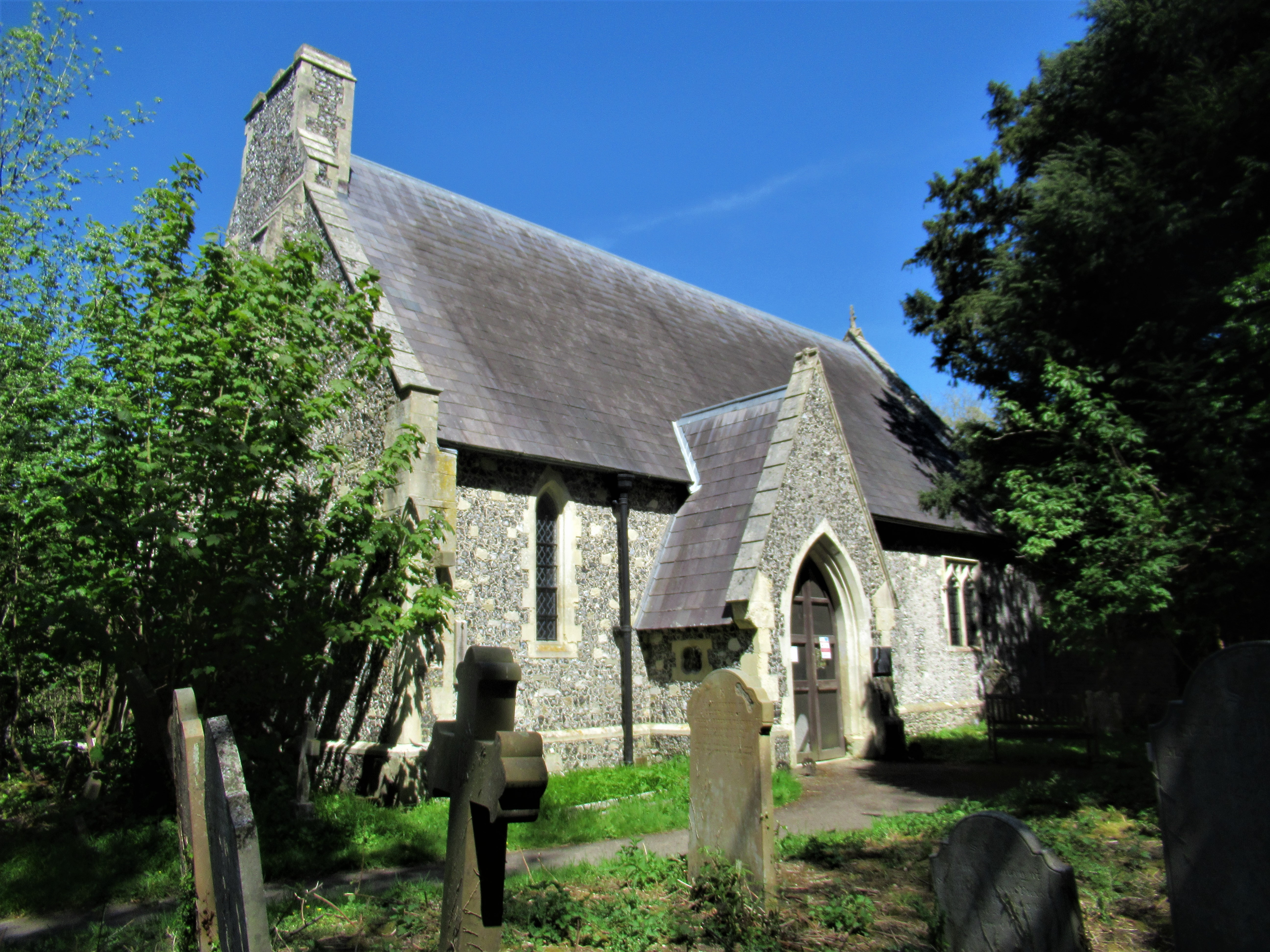
Kościół pw. Wszystkich świętych w Waldershare

Na terenie Waldershare archeolodzy odkryli kurhany z epoki brązu oraz artefakty pochodzące z epoki żelaza, takie jak brosza należąca do kultury lateńskiej.  
Nazwa „Waldershare” oznacza w języku staroangielskim „dzielnica mieszkańców lasu”. Waldershare została zapisana w Domesday Book jako „Walwalesere”. W 1086 roku wieś znajdowała się w setni Eastry w starożytnym regionie (staroang. Lathe) Eastry. Pierwszym udokumentowanym właścicielem Waldershare był Odon z Bayeux, przyrodni brat Wilhelma Zdobywcy.  
Do 1295 roku region Eastry został połączony z regionem St. Augustine.  
W 1691 roku Waldershare zakupił sir Henry Furnese, gdzie w latach 1705-1712 wybudował swoją siedzibę. Po śmierci pochowany został w kościele pw. Wszystkich świętych. W XVIII wieku Waldershare należało do parafii Shebbertswell. W 1931 parafia liczyła 109 mieszkańców. 1 kwietnia 1935 roku parafia Shebbertswell została rozwiązana, a Waldershare włączono do parafii Ripple. 